# Colaptes auricularis
Colaptes auricularis là một loài chim trong họ Picidae.